# Вага (астролошки знак)
Вага (♎️) је астролошки знак и седми по реду знак Зодијака. Вага је класификована као позитиван (позитивног поларитета) или дневни, мушки, екстровертан знак; његов елемент је ваздух, а квалитет је кардиналност. По астролошкој традицији, Вагом влада планета Венера, егзалтацију има Сатурн, Марс је у изгону, а Сунце у паду. Супротан знак од Ваге је Ован.

## Карактеристике
Ваге воле људе, али мрзе велику гужву, посредују између људи, ублажавајући њихове сукобе, а и саме уживају у њиховој расправи. Изузетно су интелигентне, али истовремено и наивне, ретко трче или журе. Вага најпре иде горе, па онда доле, теже хармонији, али већина пријатеља Ваге има осећај да познаје две особе. Могу плакати због претеране осећајности, изненада постати саркастични, а затим весели и радосни. Њихов карактер се састоји од готово једнаких делова љубазности, поштења, филозофске логике и неодлучности. Када су болесни треба им велика количина одмора и мира, без нескладних емоционалних ситуација. Ваге су такође веома мирне, тихе. Могу бити јако добри и лојални пријатељи. Најбоље се слажу са рођенима у знаку Овна, Близанаца, Бика, Лава, Стрелца и Водолије, а у дисхармонији су са рођенима у Јарцу и Раку. Са лицима рођеним у осталим знацима, могу да се усагласе.